# Microgramma microsoroides
Microgramma microsoroides là một loài dương xỉ trong họ Polypodiaceae. Loài này được Salino, T.E.Almeida & A.R.Sm. mô tả khoa học đầu tiên năm 2008.
Danh pháp khoa học của loài này chưa được làm sáng tỏ. 